# پردیس سینمایی ستاره باران
پردیس سینمایی ستاره باران یک پردیس سینمایی در شهر تبریز، ایران است.
این سینما که متعلق به بخش خصوصی می‌باشد در سال ۱۳۹۶ با چهار سالن افتتاح شده‌است.